# Ставище (Коростенский район)
Стави́ще (укр. Ставище) — село на Украине, основано в 1887 году, находится в Коростенском районе Житомирской области.
Код КОАТУУ — 1822385401. Население по переписи 2001 года составляет 206 человек. Почтовый индекс — 11582. Телефонный код — 4142. Занимает площадь 1,006 км².

## Адрес местного совета
11582, Житомирская область, Коростенский р-н, с.Ставище, ул.Октябрьская, 7